# Lotte Haandbæk
Lotte Haandbæk er en dansk tidligere håndboldspiller. Som aktiv spillede hun for håndboldligaklubben Team Esbjerg, indtil 2009. Lotte Haandbæk er tidligere assisterende træner for Team Esbjerg sammen med Lars Frederiksen men måtte stoppe, da hun var gymnasielærer på Esbjerg Gymnasium og ventede sit tredje barn. Lotte Haandbæk er datter af legendariske Svend Åge Håndbæk KVIK Esbjerg.
Privat danner hun par med Jesper Jensen (Født 30. oktober 1977 i Aarhus, dansk tidligere håndboldspiller og nuværende håndboldtræner).
 Der er for få eller ingen kildehenvisninger i denne artikel, hvilket er et problem. Du kan hjælpe ved at angive troværdige kilder til de påstande, som fremføres i artiklen.